# Elecciones de Baden-Wurtemberg
Las elecciones de Baden-Wurtemberg (Alemania) sirven para formar a un parlamento regional de 143 escaños. Hasta 2016 este parlamento siempre tuvo una mayoría de la Unión Cristianodemócrata de Alemania (CDU). Actualmente la mayoría es ocupada por Los Verdes.
Estos son los partidos políticos que alguna vez han sacado escaños en las elecciones posteriores a la Segunda Guerra Mundial:
- Unión Cristianodemócrata de Alemania
- Partido Socialdemócrata de Alemania
- Partido Liberal de Alemania
- Alianza90/Los Verdes
- Alternativa para Alemania
- Los Republicanos
- Partido Comunista de Alemania
- Partido Nacional Alemán
- Bloque de los Expulsados